# Jan Jönson
Jan Jönson (Malmö, 27 novembre 1947) è un attore svedese.

## Biografia
Tra il 1968 e il 1971 Jönson ha studiato alla Dramatens elevskola a Stoccolma. 
Nel 1985, ha tenuto lezioni di teatro nel carcere di massima sicurezza di Kumla e si è impegnato a far recitare a cinque detenuti la commedia Aspettando Godot di Samuel Beckett. Con il supporto della direzione della prigione, i detenuti sono potuti uscire dal carcere e recitare in diversi teatri della Svezia. Durante la loro prima, gli spettatori gli avevano tributato un trionfo. Tuttavia, durante la seconda rappresentazione prevista per Göteborg, cinque dei sei prigionieri riuscirono a fuggire e lo spettacolo non poté più essere rappresentato. Jönson in seguito presentò al pubblico un monologo, raccontando la sua esperienza con i detenuti.
Da questo monologo creò uno spettacolo teatrale, che reciterà per più di trecento volte, nelle carceri in Europa e negli Stati Uniti.
Nel 2005 la sua esperienza è stata raccontata nel documentario Les Prisonniers de Beckett. Nel 2021 la storia è stata liberamente adattata nel film francese Un triomphe, dove Kad Merad interpreta un personaggio ispirato a Jönson. Nel gennaio del 2023, in Italia è uscito nelle sale un remake del film francese, intitolato Grazie ragazzi e diretto da Riccardo Milani, in cui Antonio Albanese ha interpretato il personaggio basato su Jönson.

## Filmografia

### Cinema
- Innocenti occhi blu regia di Leif Kranz  (1977)

- Kejsaren, regia di Marie-Louise De Geer Bergenstråhle (1978)

### Doppiatore
- Winnie the Pooh - Nuove avventure nel Bosco dei 100 Acri (Winnie the Pooh), regia di Stephen Anderson e Don Hall (2011)